# Jolita
Jolita  ist ein litauischer und bulgarischer weiblicher  Vorname.

## Namensträger
- Jolita Manolowa (* 1989), bulgarische Gymnastin
- Jolita Urbutienė, litauische Sportlerin
- Jolita Vaickienė (*  1970), litauische Politikerin